# Alexteroon
Az Alexteroon  a kétéltűek (Amphibia) osztályába, a békák (Anura) rendjébe és a mászóbékafélék (Hyperoliidae) családjába tartozó nem.

## Rendszerezésük
A nemet Jean-Luc Perret svájci herpetológus írta le 1988-ban, az alábbi 3 faj tartozik ide:
- Alexteroon hypsiphonus Amiet, 2000
- Alexteroon jynx Amiet, 2000
- Alexteroon obstetricans (Ahl, 1931)

## További információ
- Képek az interneten a nembe tartozó fajokról